# Tennistoernooi van Rome 1997
|                                      |  |                                      |
| Alex Corretja, winnaar bij de mannen |  | Mary Pierce, winnares bij de vrouwen |

Het tennistoernooi van Rome van 1997 werd van 5 tot en met 19 mei 1997 gespeeld op de gravelbanen van het Foro Italico in de Italiaanse hoofdstad Rome. De officiële naam van het toernooi was Italian Open.
Het toernooi bestond uit twee delen:
- ATP-toernooi van Rome 1997, het toernooi voor de mannen, van 12 tot en met 19 mei
- WTA-toernooi van Rome 1997, het toernooi voor de vrouwen, van 5 tot en met 11 mei

ATP-toernooi van Rome – WTA-toernooi van Rome

1990 · 1991 · 1992 · 1993 · 1994 · 1995 · 1996 · 1997 · 1998 · 1999 · 2000 · 2001 · 2002 · 2003 · 2004 · 2005 · 2006 · 2007 · 2008 · 2009 · 2010 · 2011 · 2012 · 2013 · 2014 · 2015 · 2016 · 2017 · 2018 · 2019 · 2020 · 2021 · 2022 · 2023 · 2024